# Маунтин Хоум (Арканзас)
Маунтин Хоум (енгл. Mountain Home) град је у америчкој савезној држави Арканзас.

## Демографија
По попису из 2010. године број становника је 12.448, што је 1.436 (13,0%) становника више него 2000. године.
| Група             | 2000.          | 2010.          |
| Белци             | 10.672 (96,9%) | 11.886 (95,5%) |
| Афроамериканци    | 20 (0,2%)      | 35 (0,3%)      |
| Азијати           | 41 (0,4%)      | 72 (0,6%)      |
| Хиспаноамериканци | 132 (1,2%)     | 245 (2,0%)     |
| Укупно            | 11.012         | 12.448         |